# Найт, Чарльз (менеджер)
Чарльз Найт (англ. Charles F. Knight; 1936—2017) — американский менеджер и инвестор, почётный председатель компании Emerson.
Окончил Корнеллский университет в 1957 году, там же в 1959 году получил степень MBA и был выбран в «Sphinx Head Society» — общество лучших выпускников университета.
Занимал ключевые посты в компании Emerson — председателя (1974—2004), главного исполнительного директора (1973—2000), президента (1986—1988 и 1995—1997), директора (1972—2004). Входил в советы директоров компаний Anheuser-Busch, AT&T, BP и Morgan Stanley, был директором компании IBM (1993).
Являясь республиканцем, поддержал президентские кампании Джона Эшкрофта, Джоржа Буша (2004), Рудольфа Джулиани, Роя Бланта, Джона Маккейна, Митта Ромни.
Автор книги «Бескомпромиссные результаты: путь Emerson к достижению стабильного успеха».
Именем Найта названы образовательный центр «Knight Executive Education & Conference Center» и медицинский центр «Charles F. Knight Emergency & Trauma Center» в Университете Вашингтона в Сент-Луисе.